# Luigi VI d'Assia-Darmstadt
Luigi VI d'Assia-Darmstadt (Darmstadt, 25 gennaio 1630 – Darmstadt, 24 aprile 1678) fu Langravio d'Assia-Darmstadt dal 1661 al 1678.

## Biografia

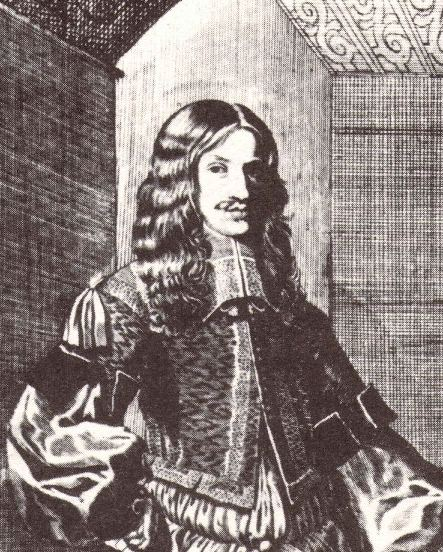
Luigi VI d'Assia-Darmstadt in una litografia, nell'anno della sua ascesa al trono

Egli era il maggiore dei tre figli del Langravio Giorgio II d'Assia-Darmstadt e di Sofia Eleonora di Sassonia. Già dal 1661 venne inserito da Guglielmo IV di Sassonia-Weimar nella Società dei Carpofori col numero 774, legandosi particolarmente al duca Federico I di Sassonia-Gotha-Altenburg di cui poi sposerà una sorella, dilettandosi particolarmente nella scrittura di poesie.
Dopo la morte del padre nel 1661, ascese al trono del Langraviato d'Assia-Darmstadt e dopo la morte della prima moglie, nello specifico, si avvicinò al pietismo servendosi di teologi quali Johann Winckler e Wolfgang Carl Briegel quali suoi consiglieri. Egli acquistò in questo periodo anche la grande biblioteca collezionata da Johann Michael Moscherosch e la pose nel castello di Darmstadt ove è preservata sino ai giorni nostri. Nel 1662, inoltre, si impegnò per l'acquisto dei diritti sulla signoria di Eberstadt e del castello di Frankenstein, dando inizio contestualmente ad un ampliamento del castello di Darmstadt, sua residenza principale.
Luigi VI morì il 24 aprile 1678 a Darmstadt all'età di 48 anni.

## Matrimonio ed eredi
Luigi VI contrasse matrimonio due volte; la prima volta fu il 24 novembre 1650 quando sposò Maria Elisabetta di Holstein-Gottorp (1634-1665), figlia di Federico III di Holstein-Gottorp. La coppia ebbe otto figli:
- Giorgio (morto in tenera età);
- Maddalena Sibilla (1652-1712) rinomata compositrice di canzoni da chiesa, sposò il Duca Guglielmo Ludovico di Württemberg;
- Sofia Eleonora;
- Maria Elisabetta (1656-1715) sposò nel 1676 il Duca Enrico di Sassonia-Römhild;
- Augusta Maddalena (1657-1674);
- Luigi (1658-1678), poi Langravio con il nome di Luigi VII;
- Federico (1659-1676);
- Sofia Maria (1661-1712).

Alla morte della prima moglie, Luigi VI si risposò il 5 dicembre 1666 con Elisabetta Dorotea di Sassonia-Gotha-Altenburg (1640-1709), figlia del Duca Ernesto I di Sassonia-Gotha-Altenburg. La coppia ebbe otto figli:
- Ernesto Luigi (1667-1739), successore del fratellastro Luigi VII che aveva governato per soli quattro mesi;
- Giorgio (1669-1705), famoso Feldmaresciallo, ucciso a Barcellona;
- Sofia Luisa (1670-1758) - sposò Alberto Ernesto II di Oettingen-Oettingen (1669-1731);
- Filippo (1671-1736);
- Giovanni (1672-1673);
- Enrico (1674-1741);
- Elisabetta Dorotea (1676-1721) - sposò Federico III d'Assia-Homburg (1673-1746);
- Federico (1677-1708), ucciso in battaglia.

## Ascendenza
|                                   |                         |                                     | Genitori                         |  |  | Nonni |  |  | Bisnonni                    |  |  | Trisnonni         |  |
|                                   |                         |                                     |                                  |  |  |       |  |  | Giorgio I d'Assia-Darmstadt |  |  | Filippo I d'Assia |  |
|                                   |                         |                                     |                                  |  |  |       |  |  | Giorgio I d'Assia-Darmstadt |  |  | Filippo I d'Assia |  |
|                                   |                         | Cristina di Sassonia                |                                  |  |  |       |  |  | Giorgio I d'Assia-Darmstadt |  |  |                   |  |
| Luigi V d'Assia-Darmstadt         |                         |                                     |                                  |  |  |       |  |  | Giorgio I d'Assia-Darmstadt |  |  |                   |  |
|                                   |                         | Maddalena di Lippe                  | Bernardo VIII di Lippe           |  |  |       |  |  |                             |  |  |                   |  |
|                                   |                         | Maddalena di Lippe                  | Bernardo VIII di Lippe           |  |  |       |  |  |                             |  |  |                   |  |
|                                   |                         | Maddalena di Lippe                  | Caterina di Waldeck-Eisenberg    |  |  |       |  |  |                             |  |  |                   |  |
| Giorgio II d'Assia-Darmstadt      |                         | Maddalena di Lippe                  |                                  |  |  |       |  |  |                             |  |  |                   |  |
|                                   |                         | Giovanni Giorgio di Brandeburgo     | Gioacchino II di Brandeburgo     |  |  |       |  |  |                             |  |  |                   |  |
|                                   |                         | Giovanni Giorgio di Brandeburgo     | Gioacchino II di Brandeburgo     |  |  |       |  |  |                             |  |  |                   |  |
|                                   |                         | Giovanni Giorgio di Brandeburgo     | Maddalena di Sassonia            |  |  |       |  |  |                             |  |  |                   |  |
| Maddalena di Brandeburgo          |                         | Giovanni Giorgio di Brandeburgo     |                                  |  |  |       |  |  |                             |  |  |                   |  |
|                                   |                         | Elisabetta di Anhalt-Zerbst         | Gioacchino Ernesto di Anhalt     |  |  |       |  |  |                             |  |  |                   |  |
|                                   |                         | Elisabetta di Anhalt-Zerbst         | Gioacchino Ernesto di Anhalt     |  |  |       |  |  |                             |  |  |                   |  |
|                                   |                         | Elisabetta di Anhalt-Zerbst         | Agnese di Barby                  |  |  |       |  |  |                             |  |  |                   |  |
| Luigi VI d'Assia-Darmstdt         |                         | Elisabetta di Anhalt-Zerbst         |                                  |  |  |       |  |  |                             |  |  |                   |  |
|                                   | Cristiano I di Sassonia | Augusto I di Sassonia               |                                  |  |  |       |  |  |                             |  |  |                   |  |
|                                   | Cristiano I di Sassonia | Augusto I di Sassonia               |                                  |  |  |       |  |  |                             |  |  |                   |  |
|                                   | Cristiano I di Sassonia | Anna di Danimarca                   |                                  |  |  |       |  |  |                             |  |  |                   |  |
| Giovanni Giorgio I di Sassonia    | Cristiano I di Sassonia |                                     |                                  |  |  |       |  |  |                             |  |  |                   |  |
|                                   |                         | Sofia di Brandeburgo                | Giovanni Giorgio di Brandeburgo  |  |  |       |  |  |                             |  |  |                   |  |
|                                   |                         | Sofia di Brandeburgo                | Giovanni Giorgio di Brandeburgo  |  |  |       |  |  |                             |  |  |                   |  |
|                                   |                         | Sofia di Brandeburgo                | Sabina di Brandeburgo-Ansbach    |  |  |       |  |  |                             |  |  |                   |  |
| Sofia Eleonora di Sassonia        |                         | Sofia di Brandeburgo                |                                  |  |  |       |  |  |                             |  |  |                   |  |
|                                   |                         | Alberto Federico di Prussia         | Alberto I di Prussia             |  |  |       |  |  |                             |  |  |                   |  |
|                                   |                         | Alberto Federico di Prussia         | Alberto I di Prussia             |  |  |       |  |  |                             |  |  |                   |  |
|                                   |                         | Alberto Federico di Prussia         | Anna Maria di Brunswick-Lüneburg |  |  |       |  |  |                             |  |  |                   |  |
| Maddalena Sibilla di Hohenzollern |                         | Alberto Federico di Prussia         |                                  |  |  |       |  |  |                             |  |  |                   |  |
|                                   |                         | Maria Eleonora di Jülich-Kleve-Berg | Guglielmo di Jülich-Kleve-Berg   |  |  |       |  |  |                             |  |  |                   |  |
|                                   |                         | Maria Eleonora di Jülich-Kleve-Berg | Guglielmo di Jülich-Kleve-Berg   |  |  |       |  |  |                             |  |  |                   |  |
|                                   |                         | Maria Eleonora di Jülich-Kleve-Berg | Maria d'Austria                  |  |  |       |  |  |                             |  |  |                   |  |
|                                   |                         | Maria Eleonora di Jülich-Kleve-Berg |                                  |  |  |       |  |  |                             |  |  |                   |  |